# Donald Mackenzie
Pour les articles homonymes, voir Donald Mackenzie (homonymie) et Mackenzie.
Donald Mackenzie (15 juin 1783 - 20 janvier 1851) était un explorateur écossais-canadien, un commerçant de fourrures et le gouverneur de la colonie de la rivière Rouge de 1821 à 1834.